# Europese kampioenschappen baanwielrennen
De Europese kampioenschappen baanwielrennen zijn een reeks wedstrijden om te bepalen wie Europees kampioen worden in de verschillende onderdelen van het baanwielrennen. De EK worden georganiseerd door de Union Européenne de Cyclisme (UEC).
De eerste editie van de Europese kampioenschappen werd in november 2010 gehouden. Hiervoor werden weliswaar al Europese kampioenschappen georganiseerd, maar het was de eerste maal dat de verschillende onderdelen werden gegroepeerd in één toernooi.
Er worden Europese kampioenschappen gehouden in de sprint, teamsprint, keirin, omnium, ploegenachtervolging, puntenkoers en koppelkoers.
Er wordt ook een EK voor junioren en beloften gehouden. Dit EK is overigens ouder dan dat voor de eliterenners; de eerste editie vond reeds plaats in 2001.
De winnaar draagt tot de volgende editie de sterrentrui.

## Edities
| Editie | Jaar | Plaats         | Velodroom                              | Datum          | Even. | Winnaar medaillespiegel |
| ------ | ---- | -------------- | -------------------------------------- | -------------- | ----- | ----------------------- |
| 19     | 2028 | Heusden-Zolder | Velodroom Limburg                      |                |       |                         |
| 18     | 2027 |                |                                        |                |       |                         |
| 17     | 2026 | Konya          | Konya Velodromu                        |                |       |                         |
| 16     | 2025 | Heusden-Zolder | Velodroom Limburg                      | 12-16 februari | 22    | Nederland               |
| 15     | 2024 | Apeldoorn      | Omnisport Apeldoorn                    | 10-14 januari  | 22    | Verenigd Koninkrijk     |
| 14     | 2023 | Grenchen       | Vélodrome Suisse                       | 8-12 februari  | 22    | Duitsland               |
| 13     | 2022 | München        | Messe München                          | 12-16 augustus | 22    | Duitsland               |
| 12     | 2021 | Grenchen       | Vélodrome Suisse                       | 5-9 oktober    | 22    | Nederland               |
| 11     | 2020 | Plovdiv        | Kolodruma                              | 11-15 november | 22    | Verenigd Koninkrijk     |
| 10     | 2019 | Apeldoorn      | Omnisport Apeldoorn                    | 16-20 oktober  | 22    | Nederland               |
| 9      | 2018 | Glasgow        | Sir Chris Hoy Velodrome                | 2-7 augustus   | 22    | Nederland               |
| 8      | 2017 | Berlijn        | Velodrom                               | 19-22 oktober  | 23    | Duitsland               |
| 7      | 2016 | Parijs         | Vélodrome de Saint-Quentin-en-Yvelines | 19-23 oktober  | 22    | Frankrijk               |
| 6      | 2015 | Grenchen       | Vélodrome Suisse                       | 14-18 oktober  | 21    | Verenigd Koninkrijk     |
| 5      | 2014 | Baie-Mahault   | Vélodrome Amédée Détraux               | 14-19 oktober  | 19    | Verenigd Koninkrijk     |
| 4      | 2013 | Apeldoorn      | Omnisport Apeldoorn                    | 18-20 oktober  | 13    | Duitsland               |
| 3      | 2012 | Panevėžys      | Cido Arena                             | 19-21 oktober  | 13    | Duitsland               |
| 2      | 2011 | Apeldoorn      | Omnisport Apeldoorn                    | 21-23 oktober  | 13    | Verenigd Koninkrijk     |
| 1      | 2010 | Pruszków       | BGŻ Arena                              | 5-7 november   | 11    | Verenigd Koninkrijk     |

## Medaillespiegel
| Plaats | Land                | Goud | Zilver | Brons | Totaal |
| ------ | ------------------- | ---- | ------ | ----- | ------ |
| 1      | Verenigd Koninkrijk | 55   | 35     | 27    | 117    |
| 2      | Duitsland           | 46   | 44     | 36    | 126    |
| 3      | Nederland           | 36   | 23     | 32    | 91     |
| 4      | Frankrijk           | 31   | 36     | 35    | 102    |
| 5      | Rusland             | 31   | 30     | 31    | 92     |
| 6      | Italië              | 24   | 26     | 25    | 75     |
| 7      | België              | 10   | 16     | 10    | 36     |
| 8      | Denemarken          | 10   | 11     | 7     | 28     |
| 9      | Spanje              | 9    | 8      | 7     | 24     |
| 10     | Polen               | 8    | 16     | 24    | 48     |
| 11     | Portugal            | 6    | 8      | 5     | 19     |
| 12     | Litouwen            | 5    | 4      | 8     | 17     |
| 13     | Tsjechië            | 5    | 2      | 7     | 14     |
| 14     | Oekraïne            | 4    | 9      | 14    | 27     |
| 15     | Zwitserland         | 3    | 7      | 6     | 16     |
| 16     | Noorwegen           | 3    | 1      | 0     | 4      |
| 17     | Wit-Rusland         | 2    | 7      | 6     | 15     |
| 18     | Oostenrijk          | 1    | 1      | 1     | 3      |
| 19     | Griekenland         | 0    | 3      | 3     | 6      |
| 20     | Iran                | 0    | 2      | 4     | 6      |
| 21     | Hongarije           | 0    | 1      | 0     | 1      |
| 22     | Roemenië            | 0    | 0      | 1     | 1      |
| 22     | Israël              | 0    | 0      | 1     | 1      |
| Totaal | Totaal              | 289  | 290    | 290   | 825    |

Bijgewerkt t/m het EK van 2024

## Statistieken

### Meervoudige medaillewinnaars
Mannen
| Rang | Renner           | Land                | Van  | Tot  | Goud | Zilver | Brons | Totaal | Disciplines                                                        |
| ---- | ---------------- | ------------------- | ---- | ---- | ---- | ------ | ----- | ------ | ------------------------------------------------------------------ |
| 1    | Jeffrey Hoogland | Nederland           | 2015 | 2024 | 15   | 2      | 2     | 19     | Teamsprint, 1 km tijdrit, sprint, keirin                           |
| 3    | Benjamin Thomas  | Frankrijk           | 2014 | 2023 | 9    | 2      | 4     | 15     | Puntenkoers, ploegenachtervolging, koppelkoers, omnium             |
| 2    | Harrie Lavreysen | Nederland           | 2017 | 2024 | 12   | 1      | 2     | 15     | Teamsprint, sprint, keirin                                         |
| 4    | Elia Viviani     | Italië              | 2008 | 2022 | 8    | 1      | 3     | 12     | Omnium, puntenkoers, ploegenachtervolging, koppelkoers, afvalkoers |
| 5    | Maximilian Levy  | Duitsland           | 2010 | 2020 | 6    | 2      | 1     | 9      | Teamsprint, sprint, keirin                                         |
| 6    | Roy van den Berg | Nederland           | 2016 | 2024 | 6    | 1      | 1     | 8      | Teamsprint, sprint                                                 |
| 7    | Sebastián Mora   | Spanje              | 2015 | 2024 | 6    | 1      | 1     | 8      | Scratch, koppelkoers, puntenkoers, omnium                          |
| 8    | Albert Torres    | Spanje              | 2013 | 2023 | 2    | 2      | 3     | 7      | Koppelkoers, omnium                                                |
| 9    | Edward Clancy    | Verenigd Koninkrijk | 2010 | 2019 | 5    | 0      | 2     | 7      | Ploegenachtervolging, omnium, scratch                              |
| 10   | Andrew Tennant   | Verenigd Koninkrijk | 2010 | 2015 | 5    | 0      | 0     | 5      | Ploegenachtervolging, ind. achtervolging                           |

Bijgewerkt t/m het EK van 2024
Vrouwen
| Rang | Renster              | Land                | Van  | Tot  | Goud | Zilver | Brons | Totaal | Disciplines                                                                                     |
| ---- | -------------------- | ------------------- | ---- | ---- | ---- | ------ | ----- | ------ | ----------------------------------------------------------------------------------------------- |
| 1    | Katie Archibald      | Verenigd Koninkrijk | 2013 | 2023 | 20   | 5      | 1     | 26     | Ploegenachtervolging, ind. achtervolging, afvalkoers, omnium, puntenkoers, koppelkoers, scratch |
| 2    | Anastasia Vojnova    | Rusland             | 2012 | 2020 | 13   | 6      | 2     | 21     | Teamsprint, sprint, 500m tijdrit                                                                |
| 3    | Darja Sjmeleva       | Rusland             | 2012 | 2020 | 11   | 3      | 6     | 20     | Teamsprint, sprint, 500m tijdrit, keirin                                                        |
| 4    | Laura Kenny          | Verenigd Koninkrijk | 2010 | 2020 | 14   | 3      | 1     | 18     | Ploegenachtervolging, omnium, scratch, afvalkoers, koppelkoers                                  |
| 5    | Kirsten Wild         | Nederland           | 2011 | 2019 | 8    | 4      | 6     | 18     | Omnium, puntenkoers, scratch, afvalkoers, koppelkoers                                           |
| 6    | Elinor Barker        | Verenigd Koninkrijk | 2013 | 2024 | 10   | 3      | 1     | 14     | Ploegenachtervolging, scratch, koppelkoers, afvalkoers                                          |
| 7    | Lea Sophie Friedrich | Duitsland           | 2019 | 2024 | 8    | 5      | 1     | 14     | Teamsprint, sprint, keirin                                                                      |
| 8    | Kristina Vogel       | Duitsland           | 2010 | 2017 | 4    | 6      | 4     | 14     | Teamsprint, sprint, keirin                                                                      |
| 9    | Emma Hinze           | Duitsland           | 2018 | 2024 | 6    | 1      | 3     | 10     | Teamsprint, sprint, 500m tijdrit, keirin                                                        |
| 10   | Neah Evans           | Verenigd Koninkrijk | 2018 | 2024 | 6    | 2      | 1     | 9      | Ploegenachtervolging, ind. achtervolging, afvalkoers, koppelkoers                               |

Bijgewerkt t/m het EK van 2024

### Organiserende landen
| Land                                            | Aantal |
| ----------------------------------------------- | ------ |
| Nederland                                       | 4      |
| Zwitserland                                     | 3      |
| Duitsland, Frankrijk                            | 2      |
| Bulgarije, Verenigd Koninkrijk, Litouwen, Polen | 1      |

Bijgewerkt t/m het EK van 2024